# Jordan Chan
Jordan Chan, de son vrai nom Chan Siu-chun (陈小春, né le 8 juillet 1967), est un acteur et chanteur hongkongais connu pour son rôle de Chiu le poulet dans la série des Young and Dangerous.

## Biographie
Chan commence sa carrière en entrant à l'école de danse de la chaîne TVB en 1985. Peu après la fin de sa formation, il rejoint plusieurs troupes der danseurs qui accompagnent des chanteurs populaires lors de leurs concerts. Il travaille avec des artistes tels que Alan Tam, Leslie Cheung ou Anita Mui avant d'être invité par un producteur à faire son propre disque.
En 1994, il fait ses débuts au cinéma avec Twenty Something. Il reçoit plusieurs nominations aux Hong Kong Film Awards : deux pour son rôle dans He's a Woman, She's a Man (1994), et une pour Heaven Can't Wait (1995) et Big Bullet (1996). Avec le film Young and Dangerous en 1996, il s'établit comme un pilier des films de triades. Le film est un énorme succès et débouche sur neuf suites et films dérivés avant la fin de la série en 2000. En 2005, Chan joue aux côtés de Jay Chou dans Initial D.
Musicalement, Chan est connu pour avoir apporté une touche de hip hop à la cantopop. Avec ses disques sortis à partir de 2002, il rappe et ajoute des rythmes hip hop à sa musique, bien que certains admirateurs de Hong Kong l'aient accusé de se comporter en « noir ». Il continue aujourd'hui d'incorporer des sons R & B et hip hop à sa musique.
Chan parle plusieurs fois en hakka dans certains films. Il est le premier chanteur à inclure un verset en hakka dans une chanson en mandarin, Heartless You, (算你恨), en 2003.

## Vie privée
Chan se marie avec l'actrice Cherrie Ying le 14 février 2010 à Las Vegas.
Ils ont un fils, Jasper Chan, né le 1er juillet 2013.

## Filmographie
| Année | Titre                                          | Prix |
| ----- | ---------------------------------------------- | --- |
| 1994  | Whatever You Want                              | |
| 1994  | Twenty Something                               | Hong Kong Film Award du meilleur acteur dans un second rôle Nommé au Hong Kong Film Award du meilleur nouvel artiste       |
| 1994  | In the Heat of Summer                          | |
| 1994  | He's a Woman, She's a Man                      | Nommé au Hong Kong Film Award du meilleur acteur dans un second rôle et au Hong Kong Film Award du meilleur nouvel artiste |
| 1995  | Heaven Can't Wait                              | Nommé au Hong Kong Film Award du meilleur acteur dans un second rôle                                                       |
| 1995  | 01:00 A.M.                                     | |
| 1995  | The Age of Miracles                            | |
| 1995  | Happy Hour                                     | |
| 1995  | Fox Hunter                                     | |
| 1995  | Doctor Mack                                    | |
| 1996  | Tonight Nobody Goes Home                       | |
| 1996  | Those Were The Days                            | |
| 1996  | Young and Dangerous 3                          | |
| 1996  | War of the Underworld                          | |
| 1996  | Young and Dangerous 2                          | |
| 1996  | 02:00 A.M.                                     | |
| 1996  | Lost and Found                                 | |
| 1996  | Queer Story                                    | |
| 1996  | Young and Dangerous                            | |
| 1996  | Growing Up                                     | |
| 1996  | Big Bullet                                     | Nommé au Hong Kong Film Award du meilleur acteur dans un second rôle                                                       |
| 1996  | Who's the Woman, Who's the Man                 | |
| 1997  | 03:00 A.M.                                     | |
| 1997  | Kitchen                                        | |
| 1997  | We're No Bad Guys                              | |
| 1997  | Alexander                                      | |
| 1997  | A Chinese Ghost Story: The Tsui Hark Animation | |
| 1997  | The Legend of God of Gamblers                  | |
| 1997  | The Wedding Days                               | |
| 1997  | Downtown Torpedoes                             | |
| 1997  | Young and Dangerous 4                          | |
| 1998  | Hot War                                        | |
| 1998  | Enter The Eagles                               | |
| 1998  | Bio Zombie                                     | |
| 1998  | The Duke of Mount Deer                         | |
| 2000  | Flyin' Dance                                   | |
| 2000  | Comeuppance                                    | |
| 2000  | Vampire Hunter D                               | |
| 2000  | Born to Be King                                | |
| 2000  | Those Were The Days...                         | |
| 2000  | Dial D for Demons                              | |
| 2000  | Killer                                         | |
| 2000  | Help!!                                         | |
| 2000  | Skyline Cruisers                               | |
| 2002  | The Wall                                       | |
| 2002  | The Irresistible Piggies                       | |
| 2002  | Brotherhood                                    | |
| 2002  | Sleeping With the Dead                         | |
| 2002  | The Haunted Office                             | |
| 2002  | The Cheaters                                   | |
| 2003  | The Spy Dad                                    | |
| 2003  | Men Suddenly in Black                          | |
| 2003  | Colour of the Truth                            | |
| 2003  | Diva - Ah Hey                                  | |
| 2004  | Escape from Hong Kong Island                   | |
| 2004  | Throw Down                                     | |
| 2004  | Herbal Tea                                     | |
| 2004  | Fantasia                                       | |
| 2005  | Initial D                                      | |
| 2006  | Wo Hu                                          | |
| 2006  | Men Suddenly in Black 2                        | |
| 2006  | Lethal Angels                                  | |
| 2006  | Bet to Basic                                   | |
| 2006  | The Shopaholics                                | |
| 2007  | Lethal Angels                                  | |
| 2007  | Who's Next                                     | |
| 2007  | Huo Yuanjia                                    | |
| 2007  | Word Twisters' Adventures                      | |
| 2008  | Kung Fu Hip Hop                                | |
| 2008  | Hong Kong Bronx                                | |
| 2008  | Legend of the Fist: Chen Zhen                  | |
| 2009  | Midnight Taxi                                  | |
| 2010  | Once a Gangster                                | |
| 2010  | ПОСЛЕДНИЙ СЕКРЕТ МАСТЕРА                       | |
| 2011  | Mysterious Island                              | |
| 2011  | The Dragon Pearl                               | |
| 2011  | White Vengeance                                | |
| 2012  | Rhapsody of BMW                                | |
| 2013  | Ip Man: The Final Fight                        | |
| 2014  | Mr. Lucky                                      | |
| 2015  | The Right Mistake                              | |
| 2015  | Jian Bing Man                                  | |
| 2016  | Trivisa                                        | |
| 2016  | Buddy Cops                                     | |
| 2016  | Fooling Around Jiang Hu                        | |
| 2016  | Foolish Plan                                   | |
| 2017  | Colour of the Game                             | |
| 2017  | OCTB                                           | |
| 2018  | Golden Job                                     | |
| 2019  | Someone in the Clouds                          | |
| 2019  | Where All Roads End                            | |

,

## Émissions de variété
- 2015 : Wanna Bros
- 2016 : I love HK
- 2017 : Where Are We Going, Dad? 5

## Discographie
- Big Event (1997)
- Love Wife (1998)
- Everyone Loves Jordan Chan (1998)
- Picture Book (1999)
- Mega Star Jordan Chan (1999)
- Top Boyfriend (2000)
- Amazing Ending Complication  (2000)
- Embrace (2001)
- Heartbroken King EP (2002)
- That's Mine (2002)
- Heartless You (2003)
- Night Life New Songs +Compilation (2003)
- Black Hole (2004)
- Compete (2006)
- Sing Jordan 10 Years New Songs + Compilation (2006)
- Exclusive Memory (2008)